# Tailly (Ardenes)
Tailly és un municipi francès situat al departament de les Ardenes i a la regió del Gran Est. L'any 2007 tenia 183 habitants.

## Demografia

### Població
El 2007 la població de fet de Tailly era de 183 persones. Hi havia 88 famílies de les quals 28 eren unipersonals (20 homes vivint sols i 8 dones vivint soles), 28 parelles sense fills, 28 parelles amb fills i 4 famílies monoparentals amb fills.
La població ha evolucionat segons el següent gràfic:
Habitants censats

### Habitatges
El 2007 hi havia 141 habitatges, 85 eren l'habitatge principal de la família, 42 eren segones residències i 14 estaven desocupats. Tots els 141 habitatges eren cases. Dels 85 habitatges principals, 74 estaven ocupats pels seus propietaris, 6 estaven llogats i ocupats pels llogaters i 5 estaven cedits a títol gratuït; 4 tenien dues cambres, 7 en tenien tres, 19 en tenien quatre i 55 en tenien cinc o més. 58 habitatges disposaven pel capbaix d'una plaça de pàrquing. A 48 habitatges hi havia un automòbil i a 28 n'hi havia dos o més.

### Piràmide de població
La piràmide de població per edats i sexe el 2009 era:
| Homes | Edats   | Dones |
| ----- | ------- | ----- |
| 0     | 95 o +  | 0     |
| 0     | 90 a 94 | 0     |
| 0     | 85 a 89 | 0     |
| 4     | 80 a 84 | 0     |
| 4     | 75 a 79 | 12    |
| 20    | 70 a 74 | 12    |
| 4     | 65 a 69 | 20    |
| 0     | 60 a 64 | 0     |
| 4     | 55 a 59 | 0     |
| 8     | 50 a 54 | 4     |
| 4     | 45 a 49 | 4     |
| 16    | 40 a 44 | 12    |
| 12    | 35 a 39 | 12    |
| 0     | 30 a 34 | 0     |
| 4     | 25 a 29 | 4     |
| 16    | 20 a 24 | 0     |
| 0     | 15 a 19 | 0     |
| 4     | 10 a 14 | 8     |
| 4     | 5 a 9   | 20    |
| 0     | 0 a 4   | 8     |

## Economia
El 2007 la població en edat de treballar era de 95 persones, 66 eren actives i 29 eren inactives. De les 66 persones actives 63 estaven ocupades (35 homes i 28 dones) i 3 estaven aturades (2 homes i 1 dona). De les 29 persones inactives 17 estaven jubilades, 6 estaven estudiant i 6 estaven classificades com a «altres inactius».

### Ingressos
El 2009 a Tailly hi havia 82 unitats fiscals que integraven 185 persones, la mediana anual d'ingressos fiscals per persona era de 14.253 €.

### Activitats econòmiques
Dels 4 establiments que hi havia el 2007, 2 eren d'empreses de construcció, 1 d'una empresa de serveis i 1 d'una empresa classificada com a «altres activitats de serveis».
L'únic servei als particulars que hi havia el 2009 era un guixaire pintor.
L'any 2000 a Tailly hi havia 27 explotacions agrícoles.

## Poblacions més properes
El següent diagrama mostra les poblacions més properes.